# Kosuke Kitani
Kosuke Kitani (木谷 公亮 Kitani Kosuke?), född 9 oktober 1978 i Chiba prefektur, är en japansk fotbollsspelare.
Kitani började sin karriär 2001 i Omiya Ardija. Efter Omiya Ardija spelade han för Vegalta Sendai, Sagan Tosu och FC Gifu. Han avslutade karriären 2014.